# Douglas A-3 Skywarrior
Douglas A-3 Skywarrior (före september 1962 Douglas A3D Skywarrior) var ett bombflygplan för hangarfartygsbruk konstruerat av Douglas Aircraft. Det ersatte den tidigare North American AJ Savage och var det största flygplan som baserats ombord på hangarfartyg. Genom att anpassas för andra roller som spanings- och lufttankningsflygplan behölls den i tjänst ovanligt länge; de sista togs ur tjänst först 1991.

## Utveckling
Trots att föregångaren North American AJ Savage ännu inte hade tagits i tjänst utfärdade USA:s flotta redan 1947 en specifikation på ett nytt kärnvapenkapabelt bombflygplan. Planen var att de skulle baseras på de enorma hangarfartygen i United States-klassen och maxvikten sattes därför till generösa 45 ton. United States-klassen var flottans trumfkort i kampen om den amerikanska kärnvapenförmågan mot flygvapnets Convair B-36 Peacemaker. Douglas chefsingenjör Edward Heinemann insåg att det var tveksamt ifall United States-klassen skulle bli verklighet och satte därför en egen gräns på maxvikten till 32 ton för att de även skulle kunna användas ombord på Midway-klassen. Det gjorde att Skywarrior fick kortare räckvidd än Curtiss konstruktion, men Douglas fick trots det ett kontrakt på två prototyper betecknade XA3D-1 i mars 1949. Månaden efter avbröts bygget av den precis påbörjade USS United States och alla fem fartyg i klassen avbeställdes.
Den första prototypen genomförde sin jungfruflygning 28 oktober 1952. Den drevs av två stycken Westinghouse J40-motorer på 31,1 kN enligt flottans önskemål. Westinghouse lyckades dock aldrig få J40-motorn helt driftsäker och Westinghouse slutade helt att tillverka jetmotorer kort därefter. Motorerna byttes därför ut mot Pratt & Whitney J57 som också kom att användas i produktionsflygplanen (betecknade A3D-1). Det första serieproducerade flygplanet lämnade fabriken i El Segundo 16 februari 1953.
Även USA:s flygvapen var intresserade av Skywarrior för att ersätta Douglas A-26 Invader och delvis även Martin B-57 Canberra. Flygvapnets krav skilde sig dock ganska markant från flottans, bland annat hade man inget krav på maxvikt eller vikbara vingar, men däremot på andra motorer och på katapultstolar. Douglas utvecklade därför en variant av Skywarrior för USAF kallad Douglas B-66 Destroyer.
A3D-1 tillverkades bara i 50 exemplar och ersattes ganska fort av den förbättrade A3D-2. Bland förbättringarna fanns en modernare version av J57-motorn med 55,2 kN dragkraft, nytt AN/ASB-7 radarbombsikte, förstärkt flygkropp och ett större bombutrymme som kunde ta flera olika typer av last, bland annat lufttankningsutrustning. Dessutom togs de båda automatkanonerna i stjärten bort och ersattes av störsändare.

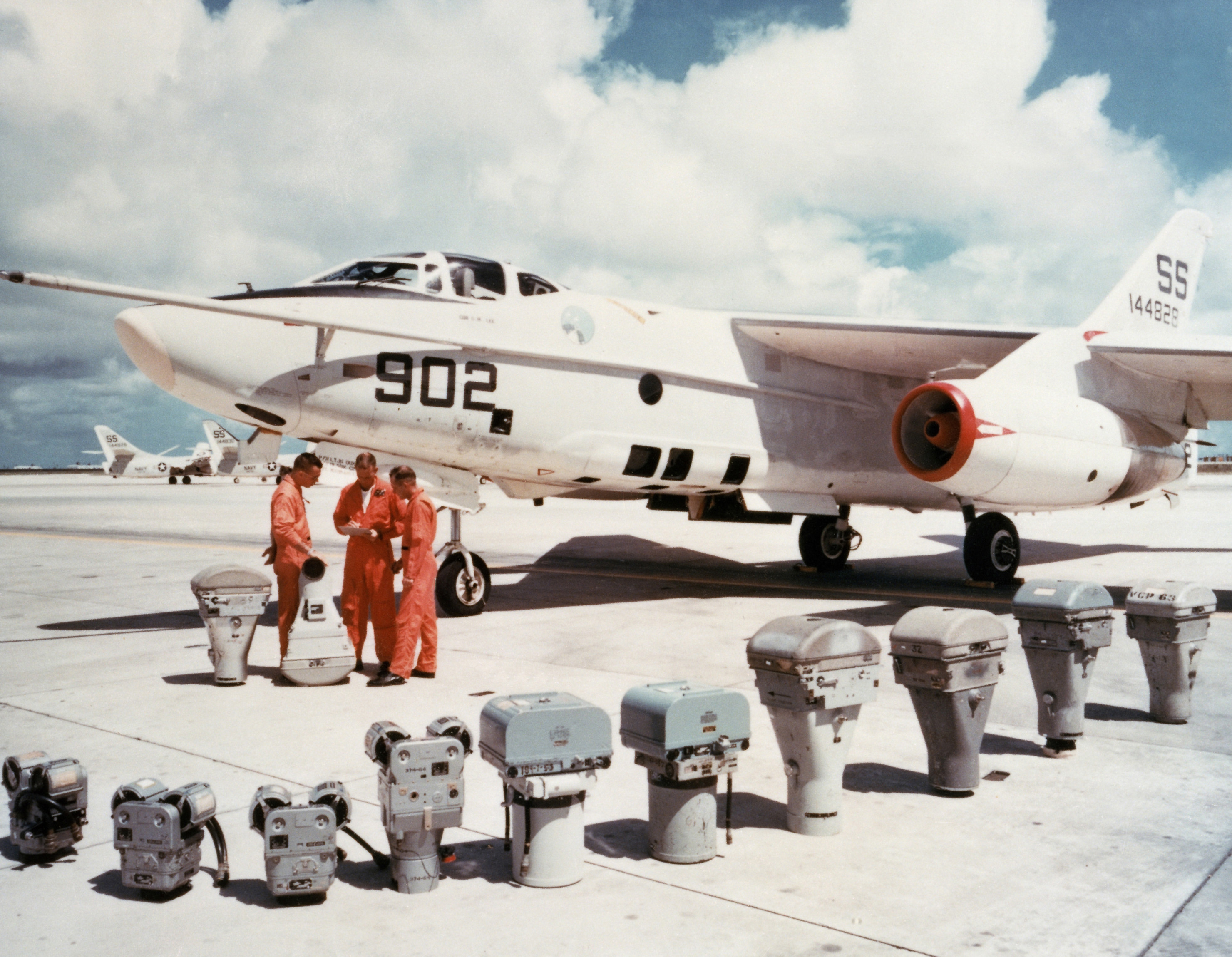
Spaningsversionen RA-3B med de tolv kamerorna uttagna.

Förutom bombplansversionerna utvecklades två spaningsversioner (A3D-1P, senare RA-3A samt A3D-2P, senare RA-3B), två telekrigversioner (A3D-1Q, senare EA-3A samt A3D-2Q, senare EA-3B), en skolversion för radarutbildning (A3D-2T, senare TA-3B). EA-3A, EA-3B och TA-3B hade en tryckkabin med fyra sittplatser i bombutrymmet. Spaningsversionerna hade en mindre tryckkabin med två platser och upp till tolv kameror. Med början 1967 byggdes många bombflygplan om till lufttankningsflygplan (KA-3B). En del av dessa utrustades i efterhand med telekrigutrustning och fick då beteckningen EKA-3B. Även spaningsversionen fick telekrigutrustning och betecknades ERA-3B. Dessa känns igen på extra luftintag för rammluftturbin och kylning. Dessutom bär de alltid AN/ALQ-76 störsändare under vingarna.

## Användning

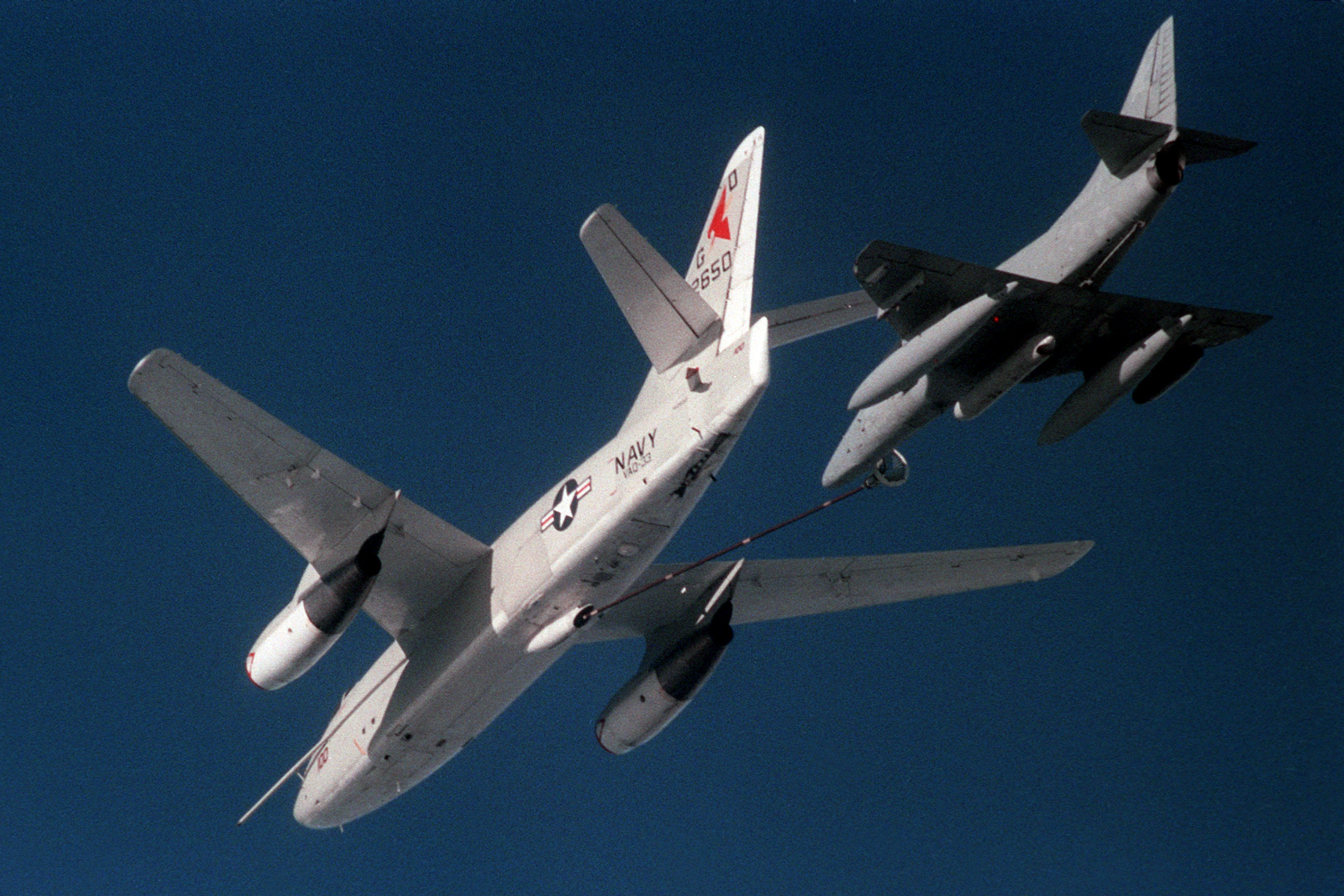
En Douglas A-4 Skyhawk fyller på bränsle från en KA-3B.

Skywarrior kom ut på förband 31 mars 1956 då de första fem flygplanen levererades till 1:a tunga attackdivisionen (VAH-1) i Jacksonville, Florida. Följande år visade de också Skywarriorns kapacitet genom att sätta hastighetsrekord på långa sträckor, bland annat Honolulu till Albuquerque på 5 timmar och 40 minuter och New York till Los Angeles på 5 timmar och 12 minuter. Som mest arton divisioner kom att utrustas med Skywarriors.
I början av Vietnamkriget användes A-3B för att bomba lätt försvarade mål redan från 1964 och var därmed ett av de första flygplan att sättas in i Vietnam. Under 1967 användes de för att släppa minor utanför Vietnams kust. Spaningsversionen RA-3B genomförde nattliga spaningsuppdrag över Nordvietnam varvid fyra flygplan gick förlorade. Även telekrigversionen EA-3B användes för att pejla in och störa ut det vietnamesiska luftvärnet. Den viktigaste insatsen gjorde dock lufttankningsflygplanen KA-3B. Hundratals flygplan med genomskjutna bränsletankar kunde tack vare dem klara sig tillbaka till sina hangarfartyg.
Efter hand ersattes Skywarrior av Grumman A-6 Intruder och Grumman EA-6B Prowler, men en handfull fortsatte att tjänstgöra som utbildningsflygplan i elektronisk krigföring (ERA-3B). Under Kuwaitkriget användes EA-3B för sista gången, inklusive en som officiellt redan var tagen ur tjänst och skänkt till National Air and Space Museum. De ersattes senare under 1991 av Lockheed ES-3 Viking. Ett antal begagnade Skywarriors såldes till Hughes och Raytheon Company där de användes för radarprov, ofta försedda med nos och radar från andra flygplan, bland annat radarn AN/APG-71 från Grumman F-14 Tomcat är utprovad på en Skywarrior. Dessa Skywarriors är de enda som fortfarande är i flygbart skick.

## Konstruktion
Douglas A-3 Skywarrior var ett högvingat flygplan med två jetmotorer. Vingarna var bakåtsvepta 36° och motorerna var monterade på pyloner under vingarna. Flygplanets storlek avgjordes av bombutrymmet som behövde vara tillräckligt stort för att kunna ta en första generationens atombomb, det behövde dessutom gå att nå från kabinen eftersom atombomben behövde kunna osäkras i luften. För att spara vikt hade Skywarrior inga katapultstolar utan besättningen fick i stället lämna flygplanet via en rutschkana i kabinens golv.

## Varianter
Beteckningar före september 192
- XA3D-1 – Prototyper. 2 byggda.

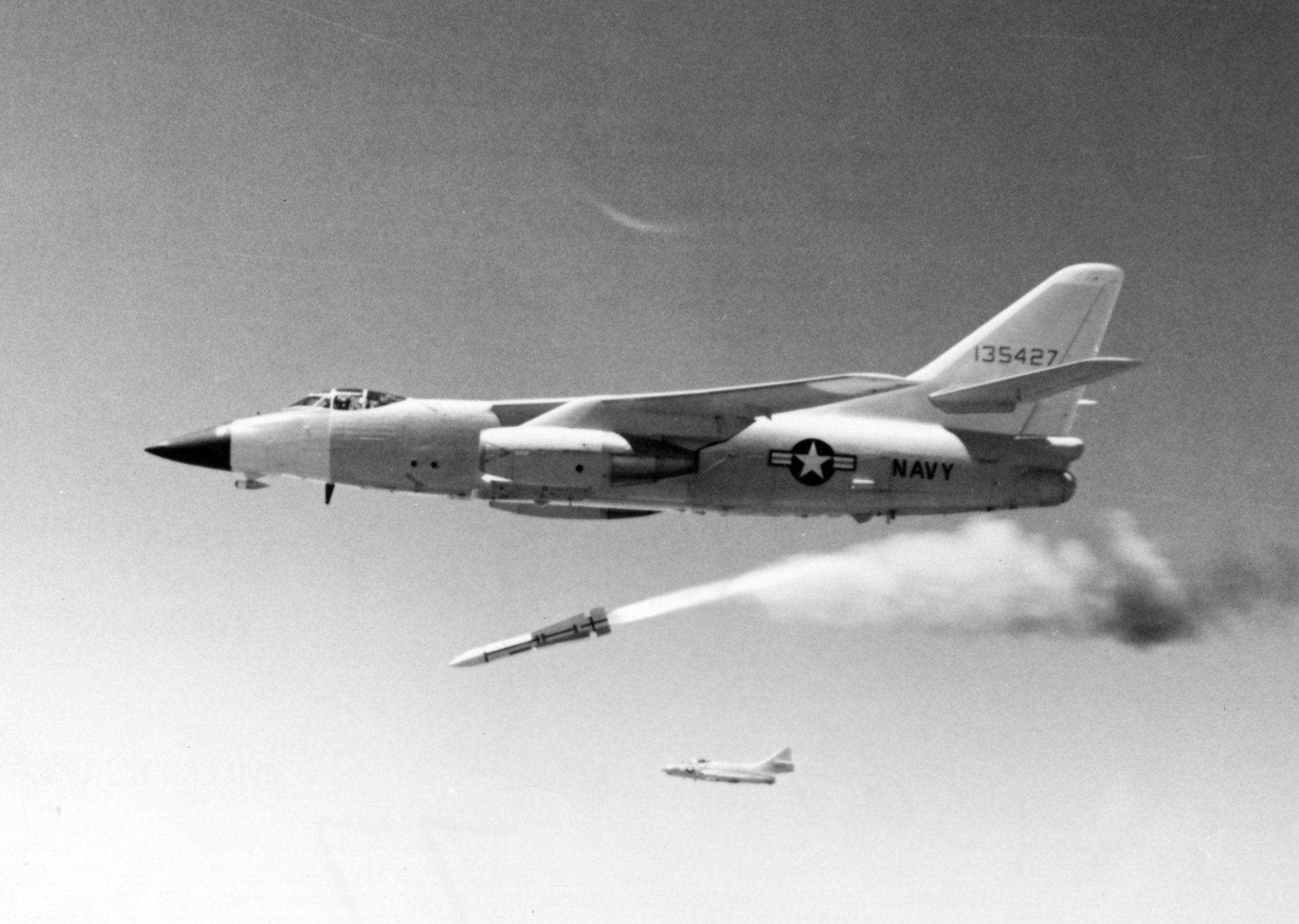
Ett NA-3B provflygplan med nosen från en F-14 Tomcat genomför en provskjutning med en AIM-54 Phoenix jaktrobot.

- YA3D-1 – Första serieproducerade flygplanet använt för tester.
- A3D-1 – Första produktionsserien bombflygplan. 49 byggda.
- YA3D-1P – Prototyp för spaningsversion. 1 ombyggd från A3D-1.
- YA3D-1Q – Prototyp för telekrigversion. 1 ombyggd från A3D-1.
- A3D-1Q – Telekrigversion. 4 ombyggda från A3D-1.
- A3D-2 – Andra produktionsserien bombflygplan. 164 byggda.
- A3D-2P – Fotospaningsversion. 30 byggda.
- A3D-2Q – Telekrigversion. 24 byggda.
- A3D-2T  – Skolversion för radar- och navigationsutbildning. 12 byggda.

Beteckningar efter september 1962
- A-3A – Ny beteckning på A3D-1.
- EA-3A – Ny beteckning på A3D-1Q.
- A-3B – Ny beteckning på A3D-2.
- RA-3B – Ny beteckning på A3D-2P.
- EA-3B – Ny beteckning på A3D-2Q.
- TA-3B – Ny beteckning på A3D-2T.
- KA-3B – Lufttankningsversion. 85 ombyggda från A-3B.
- EKA-3B – Kombinerad lufttanknings- och telekrigversion. 34 ombyggda från KA-3B.
- VA-3B – VIP-transport. 1 ombyggd från EA-3B.
- UA-3B – Passagerarversion. 2 ombyggda från TA-3B (totalt 5 byggdes om, men bara 2 fick ny beteckning).

## Fotnoter
1. ↑  Även om större flygplan både har landat på och startat från hangarfartyg har det varit engångsföreteelser och inget större flygplan varit baserat ombord på hangarfartyg.